# 小幡村 (愛知県)
小幡村（おばたむら）とは、愛知県旧東春日井郡にかつて存在した村である。

## 概要
明治以前から瀬戸街道沿いの村として存在していたが、1906年（明治39年）7月16日、同じ旧東春日井郡の高間村、二城村、大森村と合併し、守山町が発足したため、廃止となった。

## 歴史
- 1889年（明治22年）10月1日 - 町村制により、小幡村が発足。
- 1905年（明治38年）4月2日 - 瀬戸線開業により小幡駅開業[1]。
- 1906年（明治39年）7月16日 - 高間村、二城村、大森村と合併し、守山町発足。小幡村が廃止。
- 1954年（昭和29年）6月1日 - 守山町が志段味村を編入。即日市制施行し、守山市となる。
- 1963年（昭和38年）2月15日 - 守山市が名古屋市に編入される。名古屋市守山区となる[2]。

## 交通機関
- 瀬戸自動鉄道（現、名鉄瀬戸線）
  - 笠寺道駅 - 小幡駅 - 小幡原駅

## 神社・仏閣
- 稲荷大明神社（生玉稲荷神社）
- 白山神社
- 長慶寺

## 関連書籍
- 『東春日井郡誌 1972年』東春日井郡/著（愛知県郷土資料刊行会、1972年）